# Мекленбург-Гюстров
53°47′38″ пн. ш. 12°10′35″ сх. д. / 53.793888888889° пн. ш. 12.176388888889° сх. д.
Мекленбург-Гюстров — колишнє Мекленбурзьке (часткове) герцогство Мекленбург-Гюстров, яке було створене в результаті Другого Мекленбурзького поділу у 1621 році шляхом реального поділу території герцогів Мекленбурзьких. Після Третього мекленбурзького поділу 1701 року ця територія утворила «Вендський округ» — один з трьох складових округів маєтків герцогства Мекленбург — і належала до (часткового) герцогства Мекленбург-Шверін.

## Історія

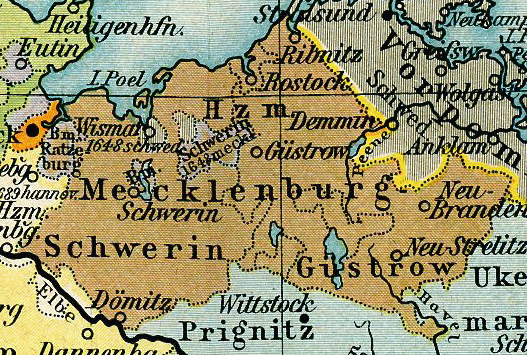
Мекленбурзькі (часткові) герцогства Шверін і Гюстров, 1648 рік

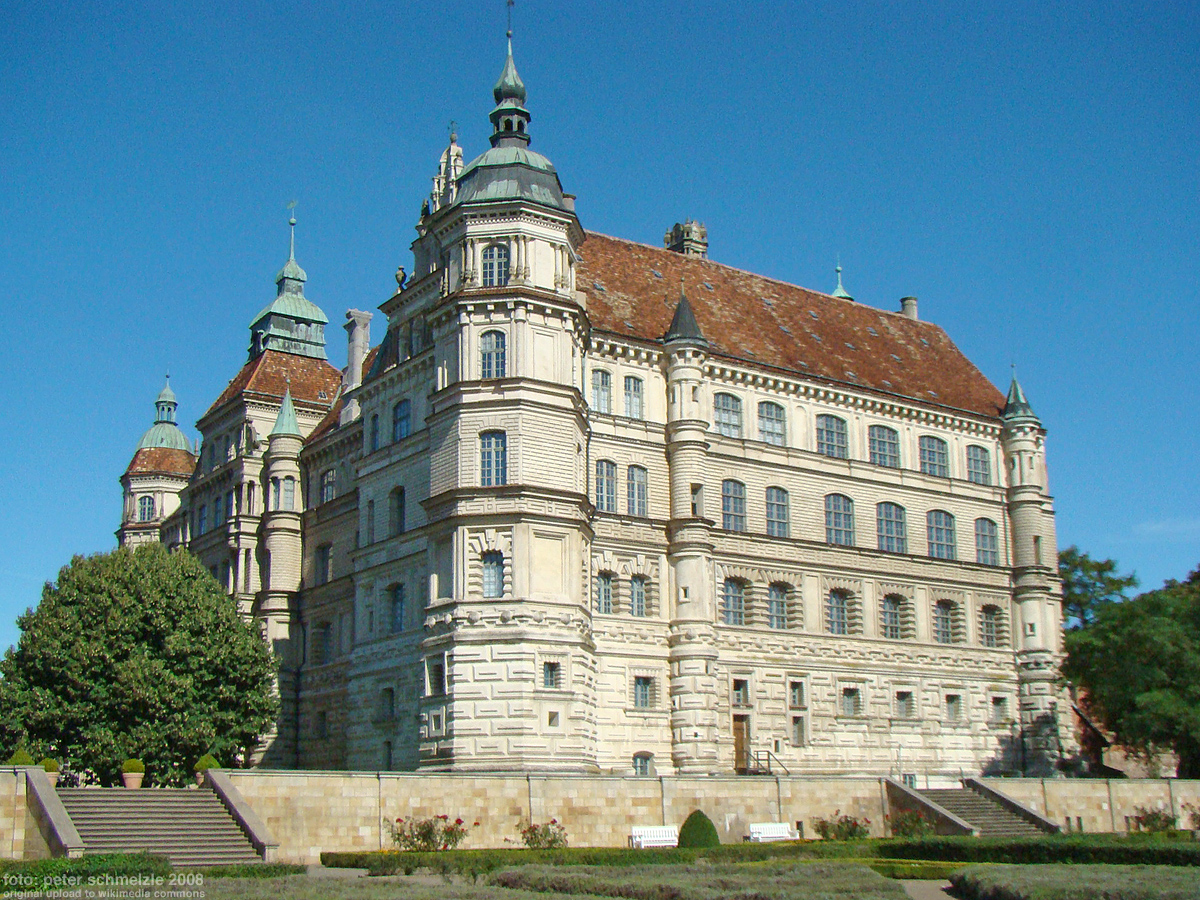
Замок Гюстров

(Часткове) герцогство Мекленбург-Гюстров виникло в ході Другого поділу земель Мекленбурга після Фаренгольцського мирного договору 1621 року шляхом реального поділу території герцогів Мекленбурзьких. Поділ Мекленбурга на Шверінську та Гюстровську частини — названі за відповідною головною резиденцією — вже існував з деякими перервами після смерті Генріха Товстого в 1477 році і знову з 1520 року після Нойбранденбурзького домового договору. Цей договір передбачав поділ землі на Шверін і Гюстров, який запровадив його син Альбрехт VII після смерті Магнуса II. Шверін традиційно претендував на західну, а Гюстров — на східну частину земель, що належали до території Мекленбурга.
За поділом 1621 року між Адольфом Фрідріхом І та Йоганном Альбрехтом II. Останній отримав міста Гюстров, Рібніц, Шван, Даргун, Гноєн, Нейкален, Плау, Старгард, Ставенхаген, Бойценбург, Брода, Фельдберг, Фюрстенберг, Гольдберг, Іванак, Штреліц, Ванцка, Везенберг і Вреденаген, а також міста Фрідланд, Краків, Лааге, Мальхін, Марлов, Нойбранденбург, Пензлін, Рьобель, Зюльзе, Тетерів і Вольдегк. Місто Росток з Варнемюнде, чотири провінційні монастирі в Доббертіні, Мальхові, Рібніці та монастир Святого Хреста в Ростоці залишилися у спільній власності.
Цей поділ влади не був визнаний ні імперським, ні феодальним законодавством. Як наслідок, обидва володарі утворених володінь продовжували використовувати титул «герцоги Мекленбурзькі» без змін і без розрізнення. Лише для кращої диференціації до цього титулу додавалася розмовна назва володіння.
До 1695 року резиденцією гюстровської частини держави було прифронтове місто Гюстров. Після тимчасового вигнання династії Ободритів як герцог Мекленбурга у замку Гюстров з 1628 по 1630 рік проживав Альбрехт фон Валленштайн.
У 1631 році, після падіння Валленштейна, до своєї резиденції в Гюстрові повернувся герцог-утікач Йоганн Альбрехт.
Зі смертю його сина Густава Адольфа (1695) мекленбург-гюстровська лінія династії вимерла у другому поколінні чоловіків, здатних успадкувати престол. Глибока правова невизначеність призвела до того, що в Мекленбурзькій династії кілька років точилися суперечки про спадщину, які часом набували войовничого характеру і могли бути вирішені лише завдяки впливу імператора та іноземних держав з Нижньосаксонського імператорського округа.
Після багатьох років переговорів 8 березня 1701 року між герцогом Мекленбурзьким Фрідріхом Вільгельмом (I), майбутнім регентом (часткового) герцогства Мекленбург-Шверін, та Адольфом Фрідріхом (II), майбутнім регентом (часткового) герцогства Мекленбург-Стреліц, було укладено Гамбурзьке врегулювання. Було досягнуто домовленості про те, що «гюстровська спадщина» буде поділена між ними порівну. Герцог Шверін офіційно отримав (часткове) герцогство Мекленбург-Гюстров з відповідним правом голосу в імперському сеймі, за винятком територій Мекленбурга, які герцог Адольф Фрідріх (II) отримав в результаті Гамбурзького врегулювання. В результаті назва Мекленбург-Гюстров залишилася в юридичних документах до кінця існування Старої імперії. Частина Мекленбург-Гюстрову, що залишилася у складі (часткового) герцогства Мекленбург-Шверин, яке згодом стало Великим герцогством Мекленбург-Шверин, утворила «Вендський округ», один з трьох лицарських округів у корпоративній конституції Мекленбурзької держави в цілому.
Найвищим представником станів у повіті був спадковий ландмаршал. Ця посада була пов'язана з Пенцлінською вотчиною ще з часів Середньовіччя, і її обіймав відповідний феодал з роду Мальцан (Мальцан, барони Вартенберг і Пенцлін). Заступник маршалка призначався на час його відсутності або у випадку недієздатності.

## Правителі
| правління   | назва                                                                 | родовід                  |
| ----------- | --------------------------------------------------------------------- | ------------------------ |
| 1520–1547   | Альберт VII, Красивий, герцог Мекленбурзький (1503—1547)              | син Магнуса II           |
| 1547–1555   | Йоганн Альбрехт I, герцог Мекленбурзький (1525—1576)                  | син Альберта VII         |
| 1555–1603   | Ульріх, герцог Мекленбурзький (1527—1603)                             | син Альберта VII         |
| 1603–1610   | Карл I, герцог Мекленбурзький (1540—1610)                             | син Альберта VII         |
| 1611–1628   | Йоганн Альбрехт II (Ганс Альбрехт), герцог Мекленбурзький (1590—1636) | син Йоганна VII          |
| (1628–1631) | Альбрехт фон Валленштейн (1583—1634)                                  |                          |
| 1631–1636   | Йоганн Альбрехт II (знову)                                            |                          |
| 1636–1695   | Густав Адольф, герцог Мекленбурзький (1636—1695)                      | син Йоганна Альбрехта II |
| (1695–1701) | вакансія                                                              |                          |